# حكومة أفغانستان
تتشكّل حكومة أفغانستان من رؤساء جميع الوزارات الحكومية.

## الحكومة الحالية
الحكومة الأفغانية الحالية هي حكومة محمد حسن آخند واستلمت مهامها في 7 سبتمبر 2021.